# Каменский (Челябинская область)
Ка́менский — посёлок в Увельском районе Челябинской области. Административный центр Каменского сельского поселения.

## География
Посёлок находится на берегу реки Кабанка, на расстоянии 22 км к северо-западу от посёлка Увельский, административного центра района.

## Население
| 2002 | 2010  |
| ---- | ----- |
| 1894 | ↘1862 |

### Половой состав
По данным Всероссийской переписи, в 2010 году численность населения посёлка составляла 1862 человека (878 мужчин и 984 женщины).

## Улицы
| - пер. 60 лет ВЛКСМ, - ул. 8 Марта, - ул. Береговая, - ул. Больничная, - ул. Гагарина, - ул. Заводская, | - пер. Заводской, - ул. Заречная, - ул. Лесная, - ул. Молодёжная, - ул. Набережная, - ул. Новая, | - ул. Октябрьская, - ул. Советская, - ул. Солнечная, - ул. Степная, - ул. Центральная, - ул. Юбилейная. |